# Cyphostemma flavicans
Cyphostemma flavicans là một loài thực vật hai lá mầm trong họ Nho. Loài này được (Baker) Desc. miêu tả khoa học đầu tiên năm 1967.